# Ливникова система

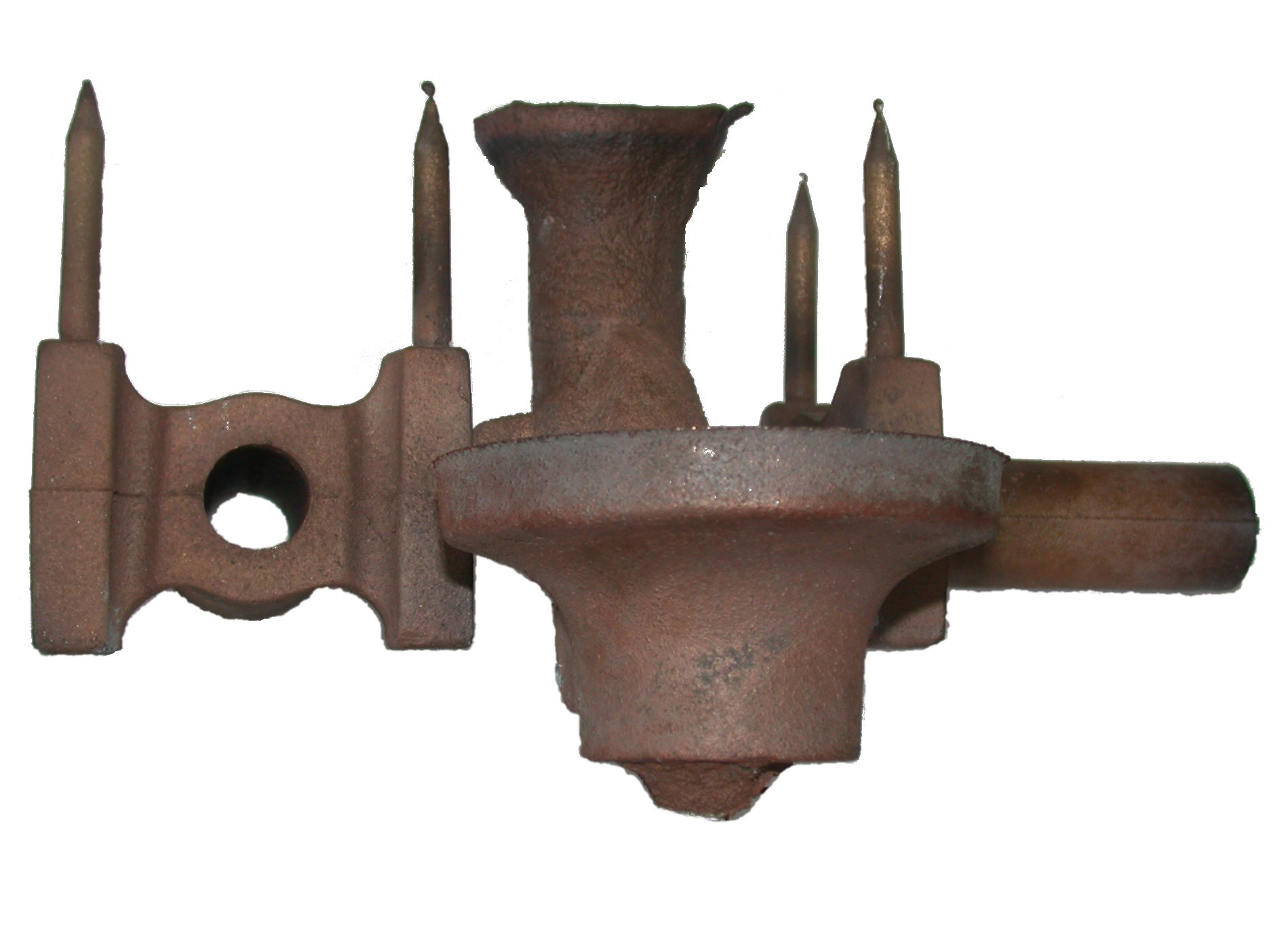
Бронзовий виливок з ливниковою лійкою і стояком (по центру у верхній частині) і 4-ма випорами

Ливнико́ва систе́ма або литнико́ва систе́ма — система каналів та елементів ливарної форми для підведення розплавленого матеріалу в порожнину форми (прес-форми при литті під тиском), забезпечення її заповнення та живлення виливка у процесі тверднення. Після затверднення розплаву металу ливникова система обрубується і йде на переплавлення.

## Будова

Конструкція виливка: 1 — деталь, 2 — випори, 3 — ливникова лійка, 4 — стояк, 5 — живильники, 6 — шлаковловлювач

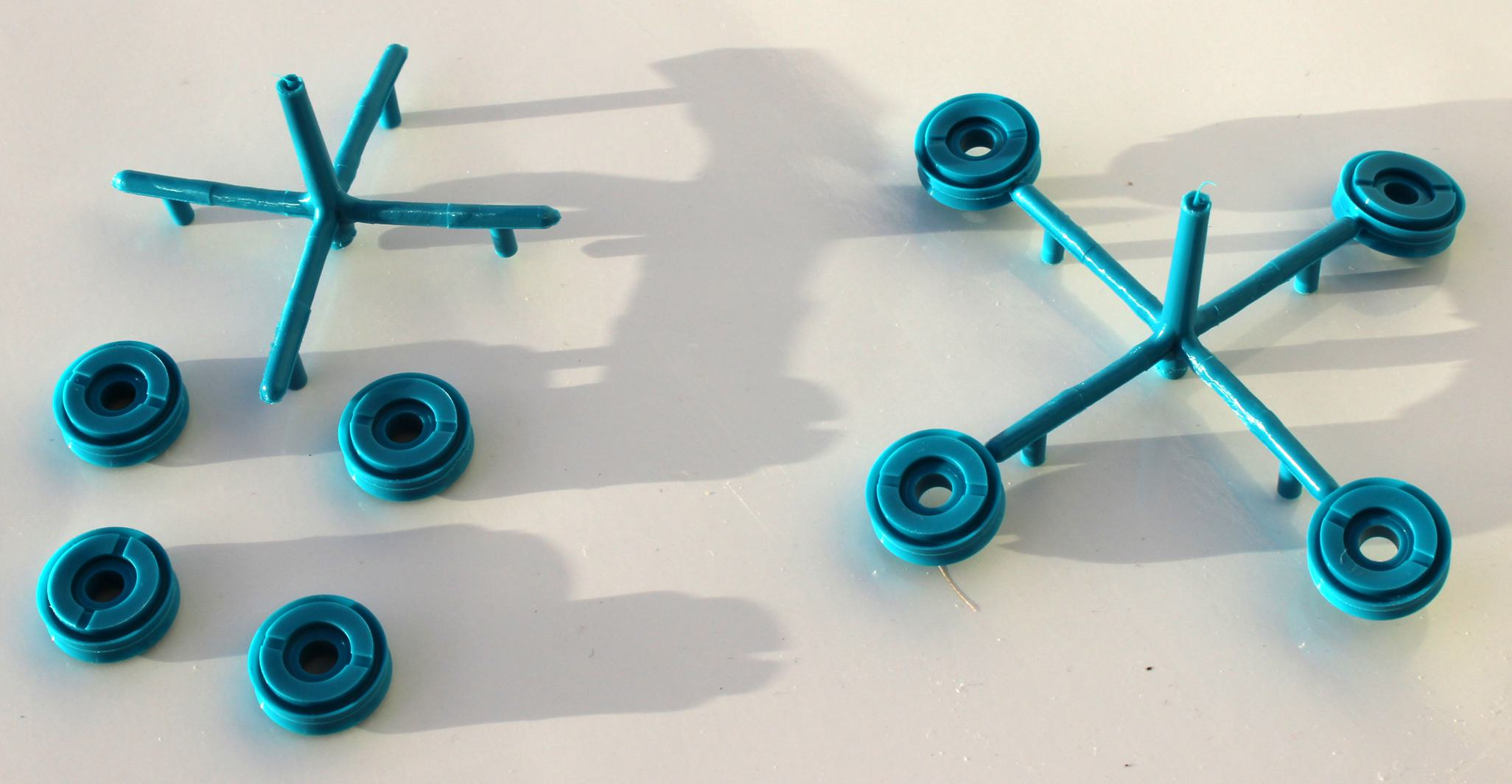
Деталі з ливниковою системою, що отримуються при литті пластмас під тиском у холодноканальну прес-форму

Ливникова система у ливарній формі складається з лійки або ливникової чаші, стояка, колектора або шлаковловлювача, ливникових дроселів, живильників та випорів.
Ливникова чаша або лійка служить для приймання рідкого металу з ковша, запобігання розбризкування, ослаблення динамічного напору струменя і часткового відокремлення шлаку від металу.
Стояк — вертикальний конусний канал, що сполучає ливникову чашу зі шлаковловлювачем.
Шлаковловлювач — горизонтальний, канал трапецієподібного перерізу у верхній півформі, який не пропускає шлак та інші неметалічні включення (оксидні плівки, частинки формувальної суміші та вогнетривкого облицювання) у порожнину ливарної форми.
Ливниковий дросель — елемент ливникової системи у вигляді вертикального щілинного каналу, який сповільнює заповнення рідким металом ливарної форми
Живильники — горизонтальні канали в нижній півформі, які живлять безпосередньо рідким металом порожнину форми. Зазвичай живильники є прямими каналами трапецієподібного перерізу, що розташовуються між шлаковловлювачем і виливком. Найхарактернішим є розташування живильників під ливниковим ходом або в нижній його частині, що ускладнює потрапляння шлаку в порожнину форми.
Випори — відкриті зверху вертикальні або похилі канали, які розташовуються у верхніх точках виливка і призначені для видалення повітря з форми при її заливанні та для контролю заповнення форми металом
У прес-формі для лиття пластмас під тиском ливникова система складається з центрального, розвідного і впускних ливників. Вона охолоджується у кожному циклі лиття й твердне разом з деталлю у холодноканальній прес-формі або постійно підтримує пластик у розплавленому стані у гарячоканальній.

## Різновиди конструкції
За орієнтацією у просторі ливникові системи бувають вертикальні та горизонтальні:
Вертикальна ливникова система — ливникова система з живильниками, розташованими у вертикальній площині роз'єму ливарної форми за положенням при заливці
Горизонтальна ливникова система — ливникова система з живильниками, розміщеними у горизонтальній площині роз'єму ливарної форми
Залежно від місця підведення розплаву до порожнини відносно робочої порожнини форми ливникові системи можуть називатись:
- верхня — ливникова система для подання рідкого металу у порожнину ливарної форми зверху. Це найпростіша за конструкцією ливникова система;
- сифонна (нижня) — ливникова система для подання рідкого металу в порожнину ливарної форми знизу. Широко застосовується для лиття сплавів, що легко окиснюються та насичуються газами (наприклад, алюмінієвих сплавів). Забезпечує спокійне без відкритого струменя підведення розплаву до робочої порожнини форми і поступове заповнення її рідким металом знизу (під рівень). Однак при підведенні розплаву знизу ускладнюється конструкція ливникової системи, збільшується витрата металу на неї, створюється несприятливий розподіл температур у залитій формі через більший розігрів її нижньої частини, внаслідок чого у цій зоні можуть виникати усадкові дефекти та внутрішні напруження у виливку;
- бічна — ливникова система, у якій канали подавання розплаву розташовані у площині роз'єму форми. Застосовують досить широко при отриманні виливків з різних сплавів, особливо при машинному формуванні у парних опоках малих і середніх за масою деталей, площина симетрії яких збігається з площиною роз'єму форми. Будучи проміжною між верхньою і нижньою, бічна ливникова система поєднує у собі як деякі їхні переваги, так і недоліки;
- ярусна — ливникова система, яка забезпечує подавання розплаву через декілька живильників, розташованих на різних рівнях по висоті форми. Її використовують зазвичай для отримання виливків великої маси. Ярусне підведення розплаву сприяє кращому заповненню порожнини форми, сприятливому розподілу температур у виливку та дозволяє забезпечити підведення найгарячішого металу у верхню частину виливка та додатку. В результаті поліпшуються умови живлення виливка у процесі тверднення, зменшується небезпека виникнення у ньому значних перепадів температури та внутрішніх напружень. Ярусне підведення застосовують також при стосовому формуванні, коли для заливки збирається кілька форм із загальним стояком. До недоліків ярусних ливників відносять складність їх конструкцій, трудомісткість відділення від виливків, підвищену витрату металу.